# Phân họ Trâu bò
Phân họ Trâu bò hay phân họ Bò (danh pháp khoa học: Bovinae) bao gồm một nhóm đa dạng của khoảng 26-30 loài động vật guốc chẵn có kích thước từ trung bình tới lớn, như trâu, bò, bò rừng bizon, bò Tây Tạng, cùng linh dương 4 sừng và linh dương sừng cong. Quan hệ tiến hóa giữa các thành viên trong nhóm vẫn còn chưa rõ và phân loại chúng thành các tông lỏng lẻo hơn là các phân nhóm chính thức phản ánh sự không chắc chắn này. Các đặc trưng chung như móng guốc chẻ và thông thường ít nhất một trong hai giới của loài là có sừng thật sự.
Tại phần lớn các quốc gia, nhiều loài trong phân họ này được sử dụng làm nguồn cung cấp thực phẩm (thịt, sữa v.v). Thịt bò được ăn gần như ở mọi nơi, ngoại trừ tại Ấn Độ, nơi mà bò là con vật linh thiêng theo truyền thống tín ngưỡng của phần lớn những người theo Ấn giáo (đạo Hindu).

## Hệ thống và phân loại
- HỌ BOVIDAE
  - Phân họ Bovinae
    - Tông Boselaphini
      - Chi Tetracerus
        - Linh dương bốn sừng, Tetracerus quadricornis

      - Chi Boselaphus
        - Linh dương bò lam, Boselaphus tragocamelus (không nhầm lẫn với linh dương hoẵng lam Hippotragus leucophaeus của phân họ Hippotraginae)

    - Tông Bovini
      - Chi Bubalus
        - Trâu, Bubalus bubalus
        - Trâu Anoa (anoa Sulawesi), Bubalus depressicornis
        - Trâu lùn miền núi (anoa Sulawesi), Bubalus quarlesi
        - Trâu lùn Mindoro, Bubalus mindorensis

      - Chi Bos
        - Bò rừng châu Âu, Bos primigenius (tuyệt chủng)
        - Bò banteng, Bos javanicus
        - Bò tót, Bos gaurus
        - Bò tót nhà, Bos frontalis (bò gaur nhà)
        - Bò Tây Tạng, Bos mutus
        - Bò nhà, Bos taurus (ngày càng nhiều tác giả coi là phân loài của Bos primigenius)
        - Bò xám, Bos sauveli

      - Chi Pseudonovibos
        - Bò sừng xoắn, Pseudonovibos spiralis (sự tồn tại bị nghi ngờ)

      - Chi Pseudoryx
        - Sao la, Pseudoryx nghetinhensis

      - Chi Syncerus
        - Trâu rừng châu Phi, Syncerus caffer

      - Chi Bison (bò rừng bizon)
        - Bò bison châu Mỹ, Bison bison
        - Bò bison châu Âu, Bison bonasus
        - Bò bison thảo nguyên, Bison priscus (tuyệt chủng)

    - Tông Strepsicerotini (Tragelaphini[1])
      - Chi Tragelaphus (tựa như linh dương)
        - Linh dương Sitatunga, Tragelaphus spekeii
        - Linh dương Nyala, Tragelaphus angasii
        - Linh dương bụi rậm, Tragelaphus scriptus
        - Linh dương Nyala miền núi Tragelaphus buxtoni
        - Linh dương Kudu nhỏ, Tragelaphus imberbis
        - Linh dương Kudu lớn, Tragelaphus strepsiceros
        - Linh dương Bongo (bongo), Tragelaphus eurycerus

      - Chi Taurotragus
        - Linh dương Eland, Taurotragus oryx
        - Linh dương Eland lớn, Taurotragus derbianus